# Município de Jackson (condado de Montgomery, Ohio)
O município de Jackson (em inglês: Jackson Township) é um município localizado no condado de Montgomery no estado estadounidense de Ohio. No ano de 2010 tinha uma população de 6.335 habitantes e uma densidade populacional de 66,19 pessoas por km².

## Geografia
O município de Jackson encontra-se localizado nas coordenadas 39° 42′ 24″ N, 84° 24′ 59″ O. Segundo o Departamento do Censo dos Estados Unidos, o município tem uma superfície total de 95.71 km², da qual 95,29 km² correspondem a terra firme e (0,44 %) 0,42 km² é água.

## Demografia
Segundo o censo de 2010, tinha 6.335 habitantes residindo no município de Jackson. A densidade populacional era de 66,19 hab./km². Dos 6.335 habitantes, o município de Jackson estava composto pelo 97,11 % brancos, o 0,85 % eram afroamericanos, o 0,14 % eram amerindios, o 0,27 % eram asiáticos, o 0,11 % eram de outras raças e o 1,52 % eram de uma mistura de raças. Do total da população o 0,69 % eram hispanos ou latinos de qualquer raça.